# Tipula (Eumicrotipula) willinki
Tipula (Eumicrotipula) willinki is een tweevleugelige uit de familie langpootmuggen (Tipulidae). De soort komt voor in het Neotropisch gebied.